# Parastrangalis dalihodi
Parastrangalis dalihodi är en skalbaggsart som beskrevs av Holzschuh 1999. Parastrangalis dalihodi ingår i släktet Parastrangalis och familjen långhorningar.
Artens utbredningsområde är Taiwan. Inga underarter finns listade i Catalogue of Life.